# Диксон, Роберт (лингвист)
Ро́берт Ди́ксон (англ. Robert Malcolm Ward Dixon; род. 25 января 1939, Глостер) — британский и австралийский лингвист, профессор, член-корреспондент Британской академии (1998), один из ведущих современных типологов. Труды по лингвистической типологии, компаративистике, социолингвистике, полевой лингвистике, английскому языку, языкам аборигенов Австралии, Океании и Южной Америки; интенсивная организаторская деятельность.

## Биография
Окончил Оксфордский университет, где в 1964 году защитил магистерскую диссертацию (MA) по математике. В 1960-е годы начал полевые исследования языков аборигенов Австралии и в 1968 году защитил в Лондонском университете докторскую диссертацию (PhD) по грамматике австралийского языка дьирбал. Эта работа (в которой наибольшее внимание уделено редким особенностям выражения эргативности в дьирбал) стала в последующие годы одним из наиболее цитируемых грамматических описаний «экзотического» языка. В 1991 г. получил докторскую степень по филологии (Doctor of Lettres) от Австралийского национального университета Канберры.
Преподавал в Эдинбургском, Лондонском и ряде других университетов Великобритании и Австралии. С 1970 — профессор университета Канберры, с 1996 — директор Научно-исследовательского центра по лингвистической типологии(первоначально в университете Канберры, с 2000 г. — в университете им. Ла Троба, Мельбурн). Центр осуществляет масштабную программу исследования и документации малоизученных языков Австралии, Новой Гвинеи, Океании и многих других регионов.

## Вклад в науку
Внёс существенный вклад в полевую лингвистику и методику описания исчезающих языков (особенно языков Австралии), в синтаксическую типологию и общую теорию языка. Наиболее известны работы Диксона по типологии эргативности, в которых им была предложена классификация типов эргативности и впервые описан ряд особенностей выражения эргативности, обнаруженных им в языках Австралии. Также большой известностью пользуются исследования Диксона по типологии прилагательных, в которых он доказал неуниверсальную природу этой части речи и обнаружил ряд закономерностей, определяющих объём и семантику класса прилагательных в различных языках мира.
Диксону принадлежит целый ряд грамматических описаний языков Австралии (дьирбал, йидинь и др.), Океании (боуманский фиджи) и Южной Америки (джаравара), сыгравших значительную роль в установлении стандартов типологического описания «экзотического» языка. Он также является автором обобщающих работ по типологии и ареально-генетической классификации языков Австралии и языков бассейна Амазонки (в соавторстве с А. Ю. Айхенвальд).
В области общей теории языка и лингвистической методологии Диксон занимает особые позиции, которые отстаивает в целом ряде полемически заострённых публикаций. Он является убеждённым и последовательным противником формальных теорий языка (в том числе генеративной теории Хомского), считая приоритетной задачей лингвистического сообщества как можно более полную и интенсивную регистрацию малых и исчезающих языков на основе синтеза традиционных и функциональных теорий (так наз. «basic linguistic theory»). Опытом применения «basic linguistic theory» к описанию европейского языка является созданная Диксоном грамматика английского языка «на семантической основе».
Диксону принадлежит также оригинальная теория исторической эволюции языков и языкового родства. Отрицая значимость традиционных компаративистских методов, теории «родословного древа» и, во многом, самого понятия языкового родства, он предлагает взамен теорию «прерываемого равновесия» (англ. punctuated equilibrium), согласно которой в развитии языков чередуются краткие периоды дивергенции и длительные периоды конвергенции. Традиционная компаративистика способна моделировать только некоторые явления первого типа, тогда как для моделирования всех процессов исторической эволюции языков необходимо привлечение методов ареальной лингвистики. Диксон, вопреки классической компаративистике (но в духе некоторых её критиков первой половины XX века), признаёт возможность двойной генетической принадлежности языка и подчёркивает ведущую роль конвергентных процессов в истории языков. Наиболее резкой и бескомпромиссной критике Диксон подвергает теории дальнего родства языков, в том числе компаративистские построения Гринберга и ностратическую гипотезу.
Диксон — автор нескольких научно-популярных книг о языках Австралии и о полевой лингвистике; под его редакцией опубликовано множество сборников по общей типологии, теории языка и описательной лингвистике.

## Основные монографии
- Linguistic science and logic. The Hague: Mouton, 1963.
- What is language? A new approach to linguistic description. London: Longmans, 1965; 2nd ed. 1966.
- The Dyirbal language of North Queensland. Cambridge UP, 1972.
- A grammar of Yidiny. Cambridge UP, 1977.
- The languages of Australia. Cambridge UP, 1980.
- Where have all the adjectives gone? and other essays in semantics and syntax. Berlin: Mouton, 1982.
- A Grammar of Boumaa Fijian. U. of Chicago Press, 1988.
- A New Approach to English Grammar, on Semantic Principles. Oxford: Clarendon Press, 1991.
- Ergativity, Cambridge UP, 1994.
- The rise and fall of languages. Cambridge UP, 1997.
- Australian languages: their nature and development. Cambridge UP, 2002.
- The Jarawara language of southern Amazonia. Oxford UP, 2004.
- A semantic approach to English grammar. Oxford UP, 2005.